# Kara Dag
Pour les articles homonymes, voir Mont Karadağ et dag (homonymie).
Le Kara Dag, ou Karadag (du tatar signifiant « montagne noire ») est un massif montagneux situé sur la côte sud-est de la Crimée, entre les localités de Koktebel et Kourortne. C'est un volcan éteint de type jurassique culminant à 576 mètres, autour duquel se situe aujourd'hui la réserve naturelle de Kara Dag est une réserve naturelle protégée. Le volcan était en activité il y a plusieurs milliers d'années, crachant de la lave et des débris dans la mer Noire, et permettant à une flore unique en Crimée de s'y développer.

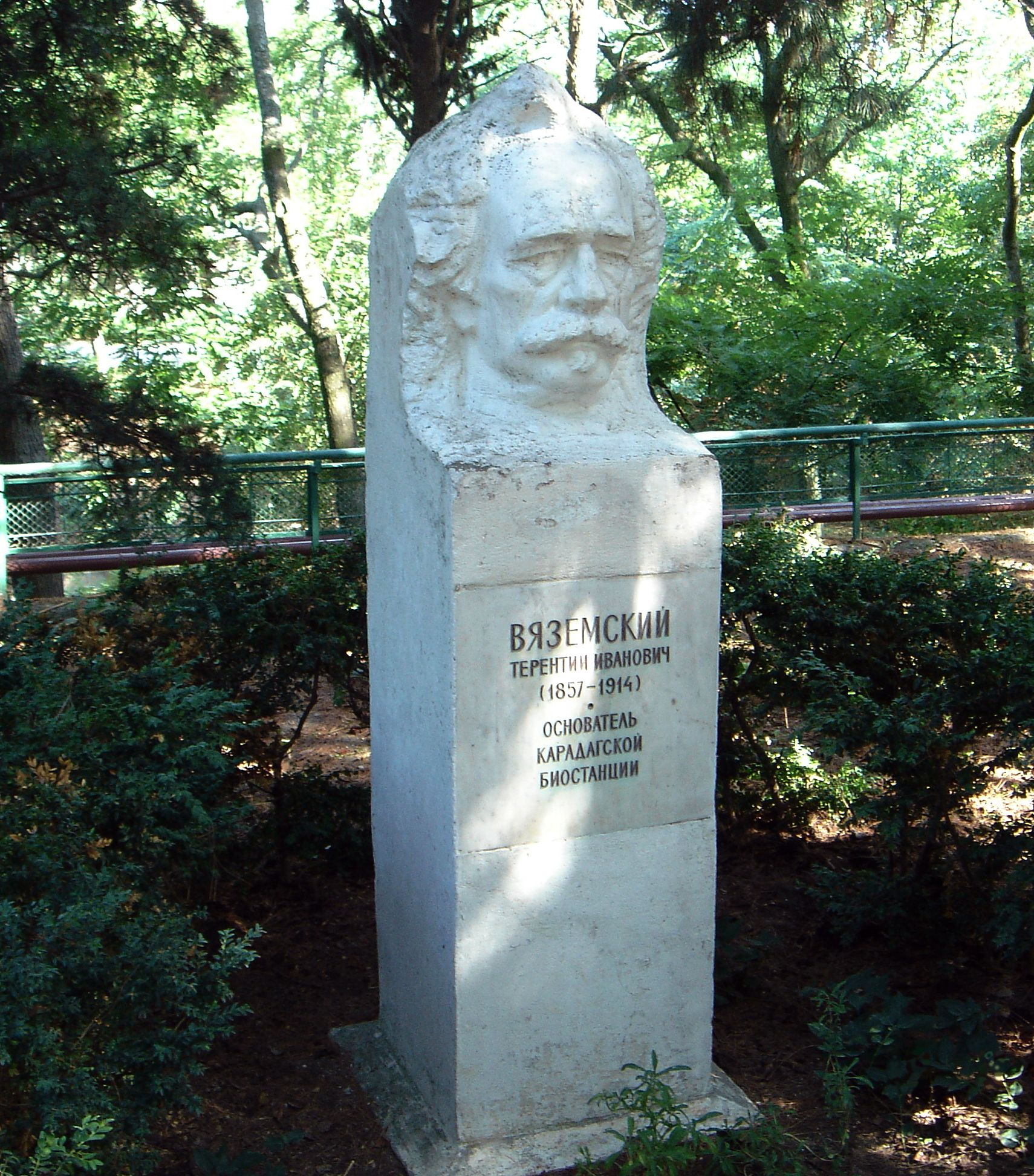
Terenty Vyazemsky, fondateur de la station botanique.
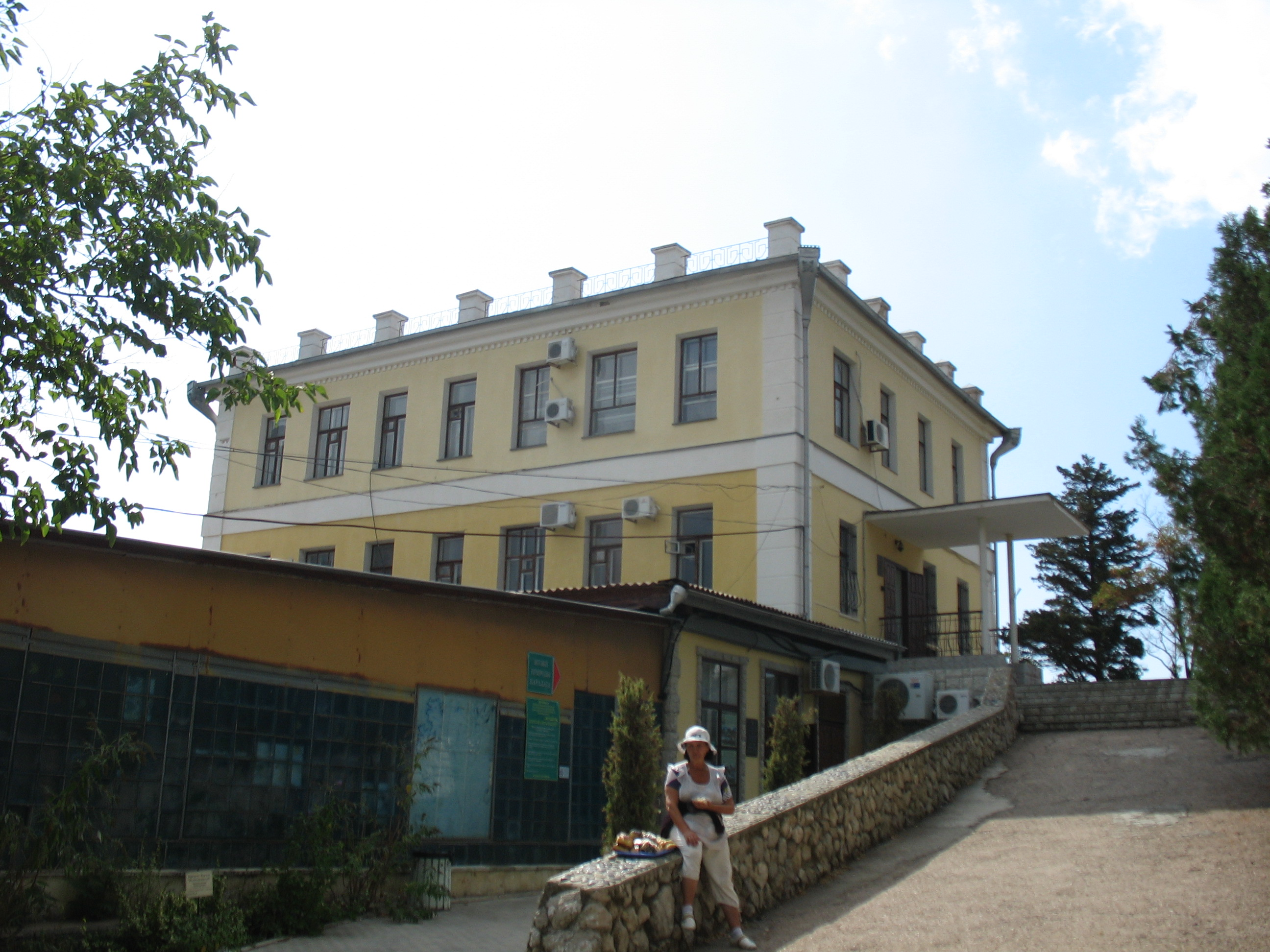
La station botanique.